# Алексеев, Евгений Владимирович
Евге́ний Влади́мирович Алексе́ев (28 ноября 1985, Пушкин) — российский и израильский (с 2023 года) шахматист, международный гроссмейстер (2002 год). Чемпион России 2006 года. Гроссмейстер России (7 февраля 2012 года).
Воспитанник Э. И. Бухмана. Чемпион России среди юношей до 14 лет 1998 и 1999.
Победитель Всемирной детской шахматной Олимпиады 2000.
В 2001 году занял второе место в чемпионате Санкт-Петербурга и выиграл турнир в Тель-Авиве. В 2002 году победил в мемориале Александра Петрова и в «Хооговен-опен». В 2002 году получил звание международного гроссмейстера.
В декабре 2006 года завоевал звание чемпиона России. В Суперфинале Алексеев и Дмитрий Яковенко набрали по 7,5 очков. Для определения чемпиона сыграли между собой две партии в быстрые шахматы. Первая партия закончилась вничью, а во второй победу одержал Алексеев.
В феврале 2007 года Алексеев, набрав 7 очков из 9 возможных, выиграл представительный традиционный турнир «Аэрофлот-опен 2007» и получил право сыграть в супертурнире в Дортмунде (Sparkassen Chess Meeting 2007), в котором поделил второе-четвёртое места.
На январь 2010 года Алексеев имел рейтинг — 2703, это 10-й рейтинг среди шахматистов России и 34-й в мире.

## Изменения рейтинга
| Графики недоступны из-за технических проблем. См. информацию на Фабрикаторе и на mediawiki.org. |